# Fort du Lomont
 (janvier 2023).
Si vous disposez d'ouvrages ou d'articles de référence ou si vous connaissez des sites web de qualité traitant du thème abordé ici, merci de compléter l'article en donnant les références utiles à sa vérifiabilité et en les liant à la section « Notes et références ».
Le fort du Lomont, appelé brièvement fort Baraguay d'Hilliers, est construit entre 1875 et 1878 par l'entreprise Adrien Hallier. C'est un ouvrage du type Séré de Rivières faisant partie des fortifications de l'Est de la France et constituant un des éléments du môle défensif du Lomont.
Il est situé au sommet de la chaîne du Lomont et sur les communes de Chamesol, Montécheroux et de Pierrefontaine-lès-Blamont.

## Constitution
Une enveloppe de 1,5 km enserre le réduit, au sud, et une importante batterie au nord ; chacun d'eux disposait d'un casernement pour, respectivement, 420 et 366 hommes. Des baraquements "du temps de paix" pour 160 hommes ont été implantés ultérieurement entre les deux. Une batterie annexe se trouvait à l'est, près de la ferme du Lomont. Un pont à bascule permettait de franchir l'enveloppe et un second donnait accès au réduit. La batterie nord ne dispose que d'une caponnière simple pour défendre un fossé ; un poste optique, par faisceau lumineux, se trouvait près de son saillant nord-ouest. Le réduit est équipé de 2 caponnières doubles et d'une triple. Un magasin à poudre supplémentaire y a été creusé sous roc en 1889,.

## Poste de télégraphie optique
Le fort était relié, par télégraphie optique à signaux lumineux, à ceux de Lachaux, du Mont Bart et de Montfaucon.

## Le fort entre 1935 et 1944
De 1935 à 1939, le fort est utilisé comme centre de mobilisation de la Région. C’est d'abord une compagnie du 35e régiment d’Infanterie, qui occupe les lieux, compagnie qui se transforme ensuite en 21e bataillon de chasseurs à pied. En septembre 1939, s’installe le 159e régiment d’artillerie à pied  qui est pris à revers par les troupes allemandes en juin 1940. Sous l'Occupation, le fort devient un poste de défense contre aéronefs. Le 6 septembre 1944, le maquis prend possession du fort qui servira à de Lattre de Tassigny de base de départ, pour l’Offensive du Doubs qui permettra la libération de Montbéliard, Héricourt et Belfort, et la marche au Rhin.

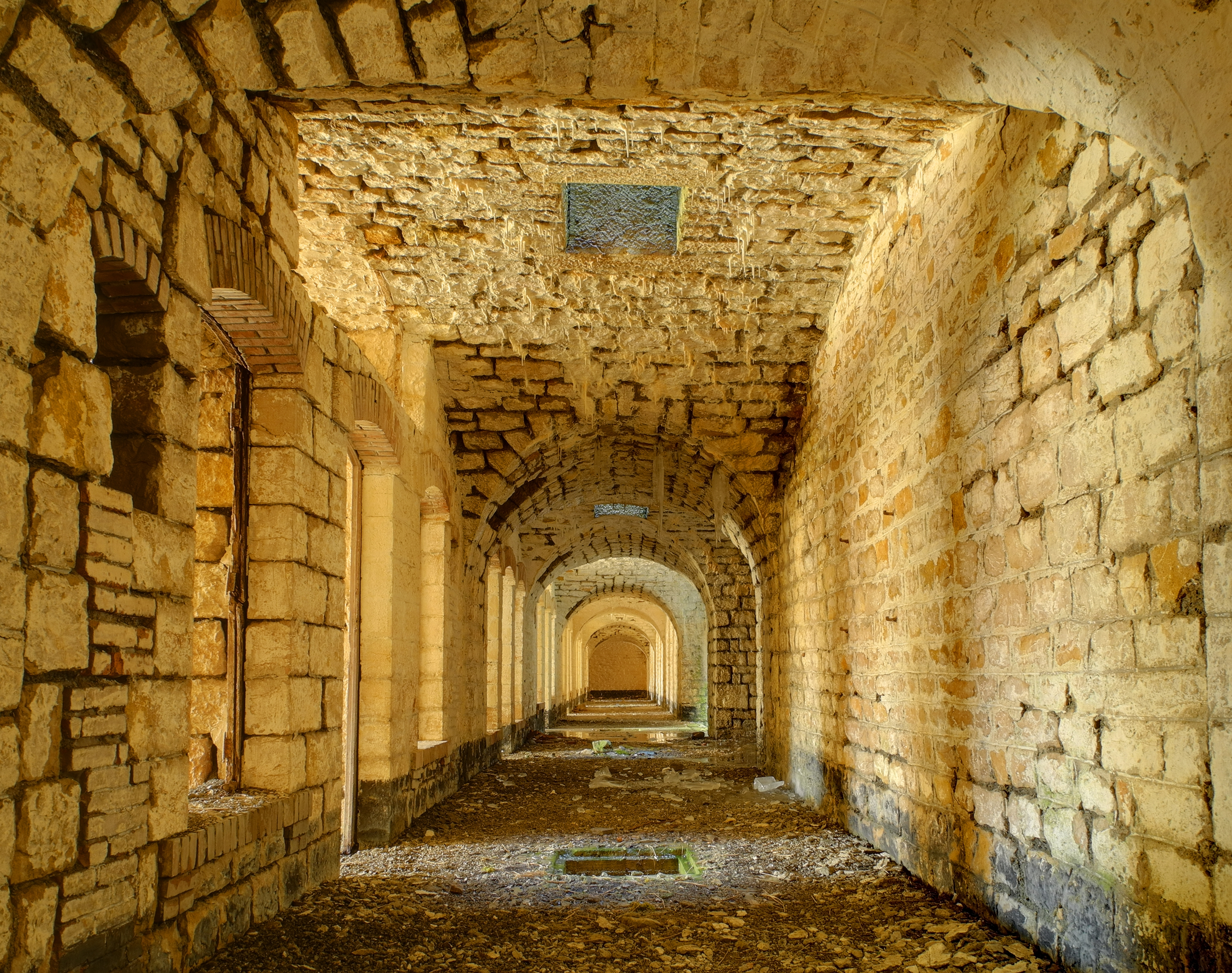
Couloir à l'arrière des chambrées du premier étage du réduit.